# Pandemia de COVID-19 en Ciudad del Vaticano
El primer caso de COVID-19 en la Ciudad del Vaticano fue confirmado por la Santa Sede el 6 de marzo de 2020. A diferencia de otras jurisdicciones que notifican casos dentro de un territorio determinado o casos de residentes o ciudadanos de un territorio, la Santa Sede informa sobre casos "en el Estado de la Ciudad del Vaticano y entre los empleados de la Santa Sede", independientemente del lugar de la prueba, el tratamiento o la residencia. El Papa Francisco dio negativo después de que, a comienzos de marzo, un resfriado que tuvo llegara a ser objeto de rumor con la posibilidad de que fuera realmente COVID-19. Tras las excepcionales circunstancias tomadas en la propia Ciudad del Vaticano como en Italia, la máxima autoridad pontífice canceló todas sus apariciones en público para evitar los actos multitudinarios, transmitiendo así las misas y demás eventos religiosos a través de Internet. Hubo 12 casos confirmados de COVID-19 entre los residentes y empleados del Vaticano; no hubo muertes asociadas. Todos los infectados dieron negativo antes del 6 de junio de 2020. A mediados de octubre de 2020 se informó de un brote entre miembros de la Guardia Suiza de la Santa Sede , con un total de 11 al 15 de octubre.

## Antecedentes
El 12 de enero de 2020, la Organización Mundial de la Salud (OMS) confirmó que un nuevo coronavirus era la causa de una enfermedad respiratoria en un grupo de personas en la ciudad de Wuhan, provincia de Hubei, China. La enfermedad había sido notificada a la OMS el 31 de diciembre de 2019.
La tasa de letalidad de COVID-19 ha sido mucho más baja que la del SARS de 2003, pero la transmisión ha sido significativamente mayor, con un número total de muertes significativo.

## Cronología

### Marzo 2020
El 5 de marzo de 2020, la pandemia de COVID-19 llegó a la Ciudad del Vaticano con el diagnóstico de "una persona externa que había acudido a las consultas externas" para un examen médico previo al empleo. Posteriormente, se identificó al paciente como un sacerdote que había llegado de una de las "zonas rojas" de Italia, es decir, los municipios bajo el más estricto régimen de cuarentena. Cinco personas que estuvieron en contacto con el paciente fueron puestas en cuarentena como medida de precaución.
El 8 de marzo se ofreció el Ángelus a través de una transmisión en vivo desde la biblioteca privada del Papa. Los Museos Vaticanos estuvieron cerrados del 8 de marzo al 3 de abril.
El 10 de marzo, un día después de que Italia ordenara restricciones de viaje, la Santa Sede, "en coordinación con las medidas introducidas por las autoridades italianas", cerró la Plaza de San Pedro y la Basílica de San Pedro a los turistas del 10 de marzo al 3 de abril.
El 11 de marzo, el Papa ofreció por primera vez una audiencia general virtual.
El 16 de marzo, Francisco salió de la Ciudad del Vaticano para visitar dos iglesias en Roma. En la Basílica de Santa María la Mayor, reza ante el icono bizantino conocido como Salus Populi Romani, que el Papa Gregorio I llevó en procesión en 593 rezando por el fin de la Plaga de Justiniano. Luego caminó media milla hasta San Marcello al Corso para rezar ante un crucifijo considerado por los católicos como milagroso. Fue llevado en procesión durante la peste de 1522.
El 23 de marzo se canceló la visita del Papa a Malta prevista para el 31 de mayo.
El 24 de marzo, la Santa Sede confirmó que conocía 4 casos, a los que se sumaron 3 empleados anunciados anteriormente: 2 que trabajan para los Museos Vaticanos y 1 que trabaja en la oficina de envíos.
El 25 de marzo, el periódico de la Santa Sede L'Osservatore Romano suspendió la producción de su edición impresa porque las restricciones de Italia imposibilitaban la impresión y distribución. Continúa publicando en línea.
El 27 de marzo, el Papa Francisco pronunció una bendición especial Urbi et Orbi en una Plaza de San Pedro vacía rezando por el fin de la pandemia de coronavirus ante el crucifijo milagroso de San Marcello al Corso que fue traído allí desde su ubicación habitual dos días antes.
El 28 de marzo, la Santa Sede confirmó 2 casos más, elevando el total a 6 casos. Uno era un funcionario de la Secretaría de Estado que vive en Domus Sanctae Marthae, la residencia del Papa. Fue el primer paciente identificado como residente del Vaticano. El segundo caso nuevo fue un empleado del Vaticano que trabaja con el residente en cuestión. Se realizaron pruebas a otros 170 residentes y contactos cercanos y sus resultados fueron negativos.

### Abril 2020
El 2 de abril, la Santa Sede confirmó su séptimo caso, un empleado que se había auto aislado desde mediados de marzo.
El 5 de abril, la Misa del Domingo de Ramos se celebró dentro de San Pedro ante una pequeña congregación en lugar de los miles que normalmente llenan la plaza afuera. La Misa Crismal de la mañana del Jueves Santo a la que asiste habitualmente el clero de Roma fue aplazada. Las demás liturgias de la Semana Santa fueron trasladadas y celebradas, como se anunció el 27 de marzo, "sin la participación del pueblo". La Misa del Jueves Santo, que el Papa celebra desde hace varios años fuera del Vaticano con refugiados o presos, se celebró en San Pedro; se omitió el lavatorio de pies. Alrededor de dos docenas de personas asistieron al servicio principal del Viernes Santo; sólo el Papa besó el crucifijo. El Vía Crucis del Viernes Santo, que se celebra desde 1964 en el Coliseo, se celebró en la Plaza de San Pedro; representantes de los servicios de salud de la Santa Sede estuvieron entre los pocos participantes.
El 8 de abril, la Santa Sede anunció que otro de sus empleados había sido diagnosticado con el virus después de salir de Roma para asistir a familiares enfermos. Informó el estado de sus 8 casos como: 2 recuperados; 1 dado de alta y recuperándose en casa; 2 en hospital; 3 asintomáticos y auto aislados.
El 20 de abril, la Santa Sede informó que una novena persona dio positivo y fue hospitalizada para observación. Aparentemente otro empleado, solo había estado en el trabajo una vez en las dos semanas anteriores y no se habían identificado casos entre sus contactos ese día.
El 28 de abril, la Santa Sede informó que una décima persona dio positivo, un empleado que había mostrado síntomas en marzo y estaba en confinamiento trabajando a distancia. Sus compañeros fueron revisados y dieron negativo.
El 30 de abril, la Santa Sede informó que una undécima persona dio positivo, un empleado que presentó síntomas durante la primera quincena de marzo y se aisló.

### Mayo 2020
El 2 de mayo, el Comité Superior de Fraternidad Humana anunció una jornada de ayuno, oración y súplica por el bien de toda la humanidad el jueves 14 de mayo, e invita a participar a todos los líderes religiosos y pueblos del mundo.
El 6 de mayo, la Santa Sede informó que una persona dio positivo, un empleado que había estado trabajando a distancia desde principios de marzo. Los casos en la Ciudad del Vaticano subieron a 12.

### Septiembre 2020
En septiembre, el cardenal filipino Luis Antonio Tagle dio positivo por COVID-19 después de llegar a Filipinas desde el Vaticano. Se convirtió en el primer jefe de un dicasterio del Vaticano confirmado en haber contraído la enfermedad. Su caso no se cuenta en el conteo de COVID-19 del Vaticano.

### Octubre 2020
El 12 de octubre, 4 guardias suizos dieron positivo por COVID-19, además de otros 3 casos, residentes de la Ciudad del Vaticano. El 15 de octubre, 7 guardias suizos más dieron positivo por COVID-19. El 17 de octubre, se confirmó un nuevo caso positivo al COVID-19 en la Casa de Santa Marta; además, se informó de la recuperación de 3 residentes que habían dado positivo.

### Enero 2021
El 9 de enero, el periódico del Vaticano L'Osservatore Romano anunció que el médico personal del Papa Francisco, Fabrizio Soccorsi, murió de neumonía y a causa de la COVID-19.
El 14 de enero, se confirmó que tanto el papa Francisco como el entonces papa emérito Benedicto XVI habían recibido sus primeras dosis de la vacuna contra el COVID-19, y se esperan las dosis de seguimiento en tres semanas. Recibieron su segunda dosis en febrero.

### Enero 2022
El 18 de enero, la Oficina de prensa de la Santa Sede informó que el cardenal Pietro Parolin y el monseñor Edgar Peña Parra dieron positivo al COVID-19. El 22 de enero, se informó que el monseñor Edgar Peña Parra se había recuperado tras dar negativo en una prueba anti Covid.

## Medidas preventivas
Las medidas de cierre de Italia se han reflejado en la Ciudad del Vaticano; Las atracciones turísticas han sido cerradas. Para evitar reuniones públicas y la transmisión del virus, el Papa Francisco canceló sus apariciones públicas habituales y, en su lugar, las transmitirá en vivo por Internet.
En abril de 2020, el Papa Francisco le dijo a un entrevistador que los residentes de Domus Sanctae Marthae estaban trabajando desde sus habitaciones y que ahora las comidas se servían en dos turnos para permitir el distanciamiento social.

## Nota
A diferencia de otros gobiernos, la Oficina de Prensa de la Santa Sede informa sobre los diagnósticos y el estado de sus empleados, no solo los casos dentro de su jurisdicción. Sus anuncios son generalmente imprecisos en cuanto a la nacionalidad y residencia de los casos que informa. Uno fue identificado como residente de la Ciudad del Vaticano. Otro fue diagnosticado y está siendo tratado en un lugar italiano que no es ni la Ciudad del Vaticano ni Roma.